# Kopasz kivi
A kopasz kivi (Actinidia arguta), japán nevén 猿梨 (サルナシ, szarunasi), vagy japánegres, minikivi egy japán és kelet-ázsiai származású kivifaj nemesített változata. Egyes területeken Németországban elterjedt nevén weikiként ismerik. Német nyelvterületen bajor kiviként is emlegetik. A növény Japánban vadon nő, fürtökben termő gyümölcseit időtlen idők óta gyűjtik és felhasználják.

## Termesztése

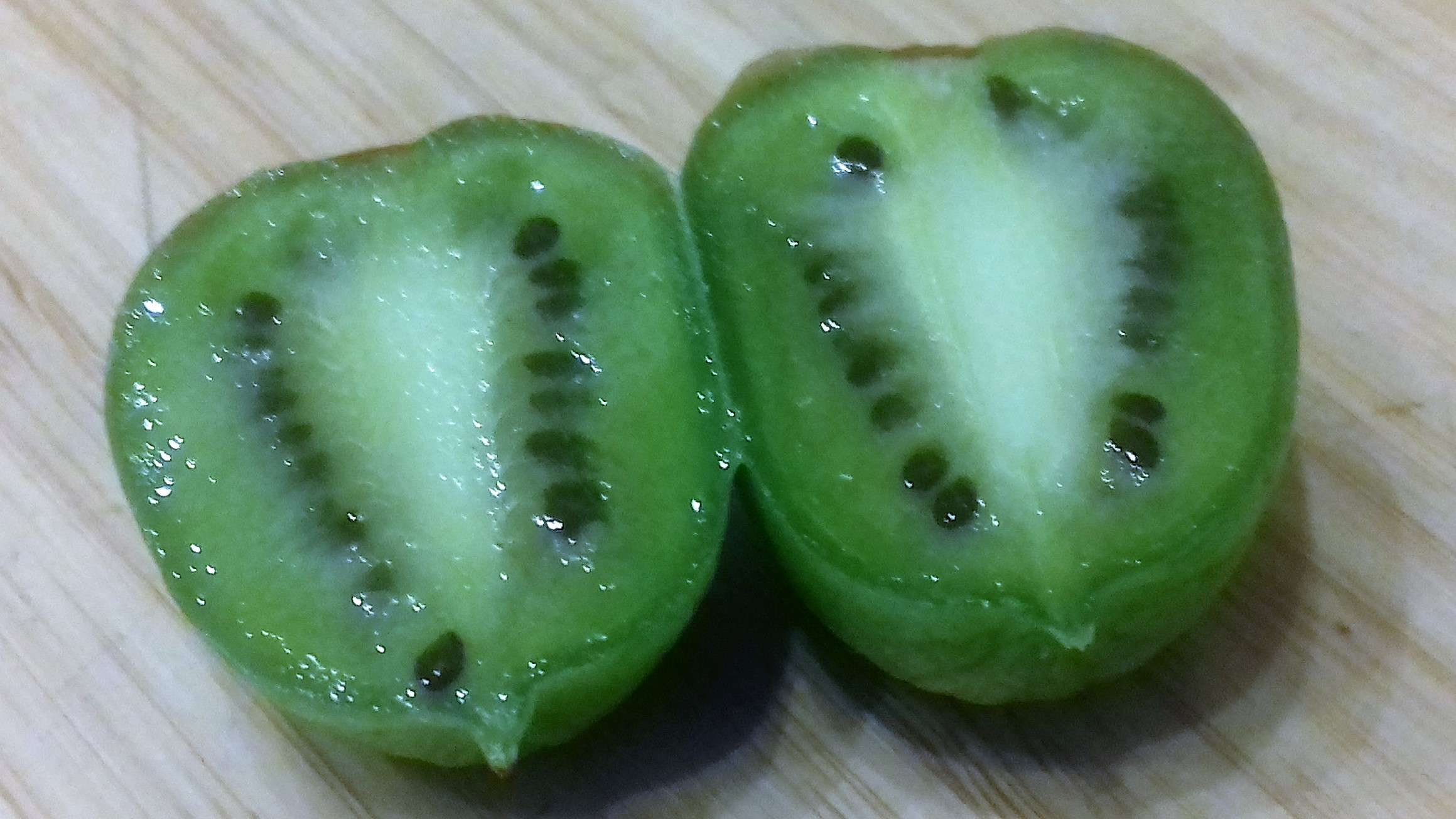
Kettévágott gyümölcse

A meleg, napos, szélvédett, jó vízellátottságú helyeket kedveli, és már a telepítésekor támrendszert, pergolát kell építeni a részére. A meszes talajokat nem szereti, ezért a 6,0-6,5 pH-értékűnél lúgosabb talajra nem érdemes telepíteni. A savanyú talaj és a napos, de szélárnyékos fekvés létfontosságú a számára. A telepítés előtt ajánlatos szerves anyagokban gazdag, erdei földdel (1-1,5 × 0,60 m) talajcserét végezni. Egyenletes vízellátottságot igényel, a pangó talajvizet nem szereti, betegségekkel szemben ellenálló. Fagytűrő képessége (−25 °C – −30 °C-ig) kiváló, mégis ajánlatos szélárnyékos helyre telepíteni, mert szeles helyen, főleg az érési időszakban, a gyümölcsök sérülnek.  Ha lúgos a talaj, akkor tőzeggel, marhatrágyával, fakéreggel, faforgáccsal, esetleg komposzttal dúsított talajú, kissé magasított ágyásba ültessük. A talaj savanyítása kénporral, alumínium-szulfáttal vagy savanyító hatású műtrágyákkal is megoldható.
Kétlaki növény, ezért 3-5 nőivarú példányhoz közel egy hímivarúnak is lennie kell.

## Gondozása
Metszés nélkül csak keveset terem, de metszési technológiákról még nem tudunk, mindenesetre tavasszal kell metszeni, még mielőtt a rügyek nem kezdenek el kihajtani.
Javaslat: A kivi metszése hajtásválogatást, vagy ritkítást jelent, vagyis a már letermett vesszőket kell lecserélni az éves vesszőkre. Csak vízszintesen futó vesszőkön hoz termést, ezért irányítani kell, pergolára vagy lugasra futtatni.
Kártevője a cserebogárpajor.

## Változatok

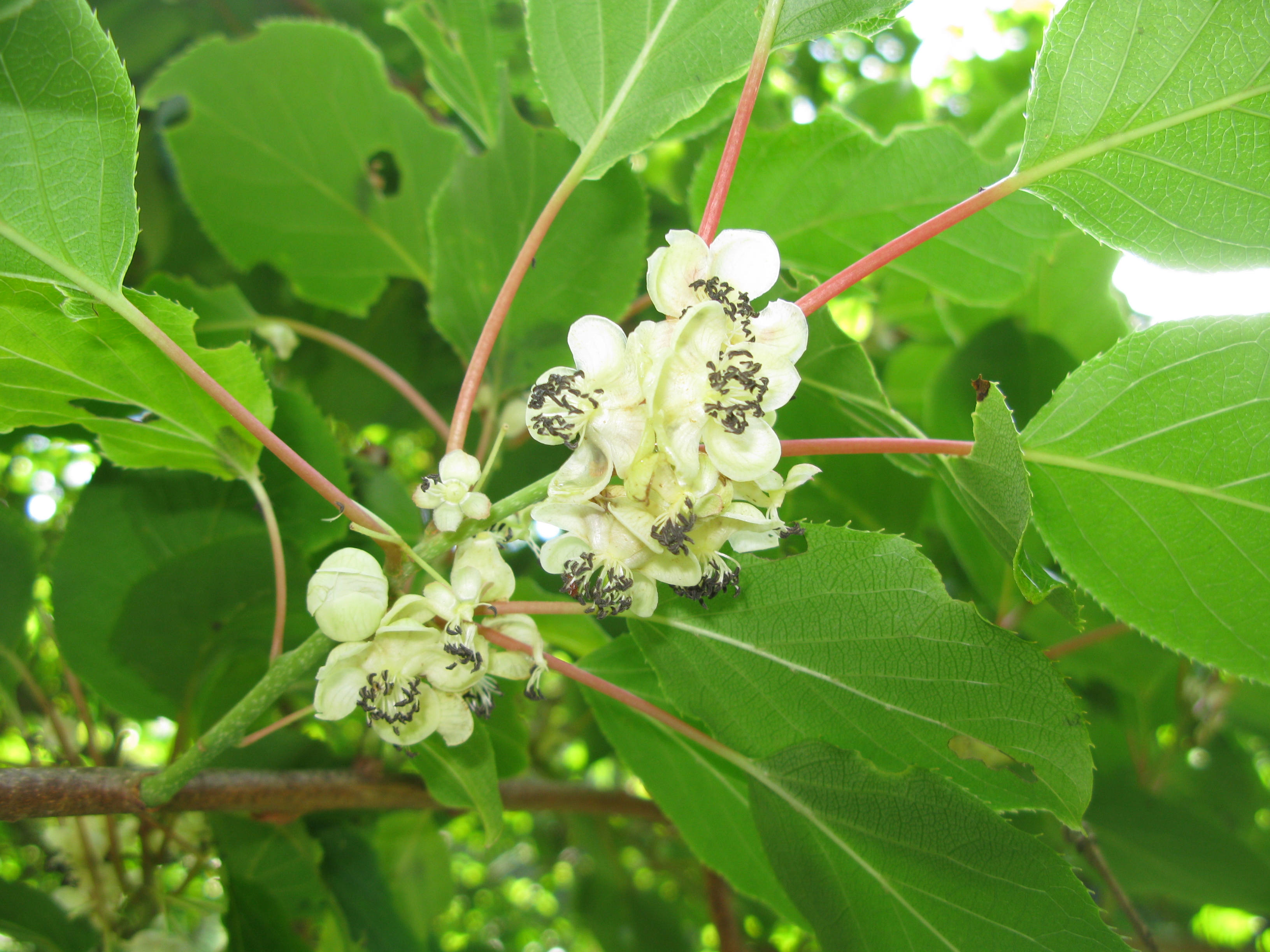
Actinidia arguta Porzó virágzat

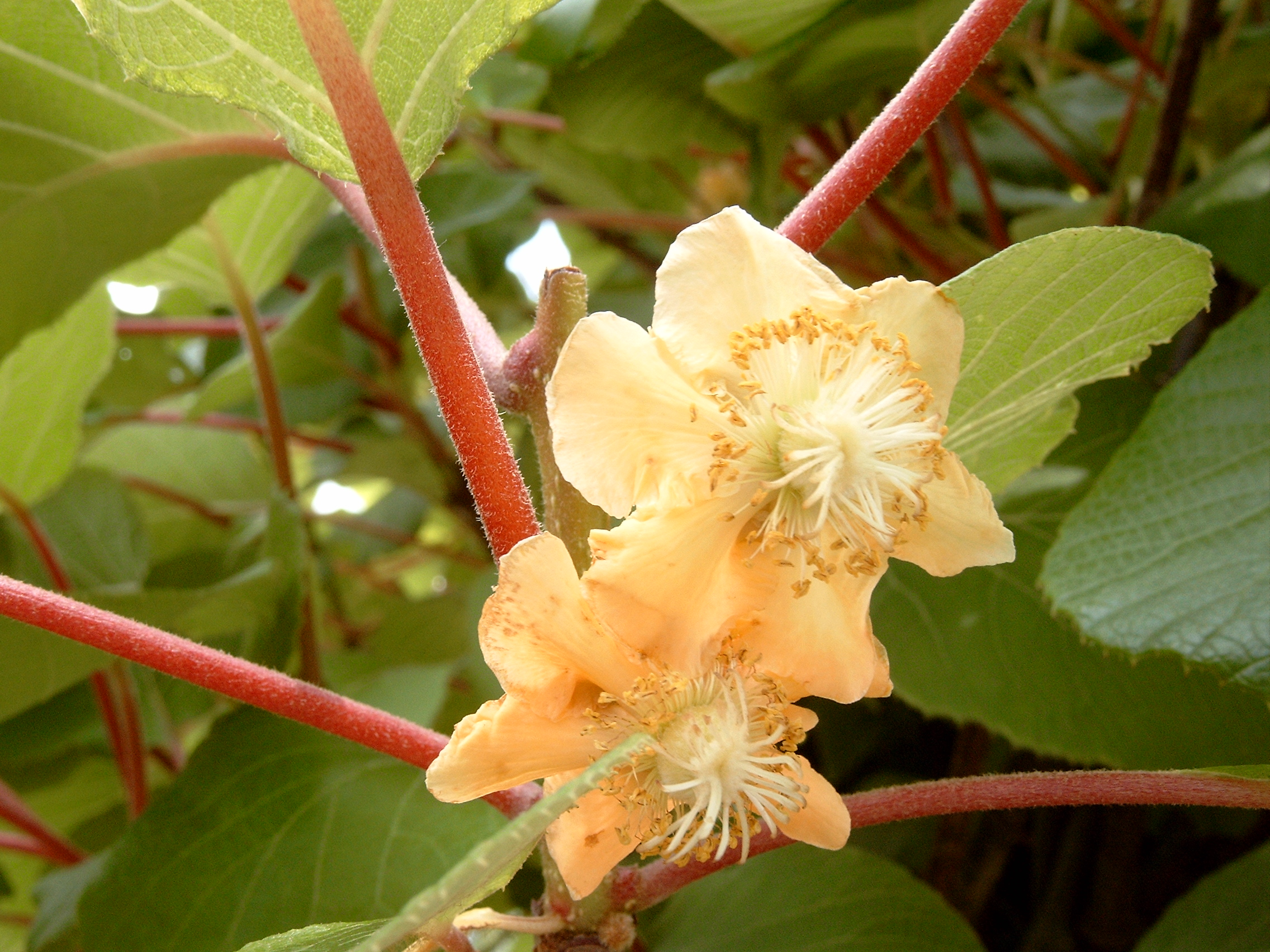
Actinidia chinensis termő virágzat

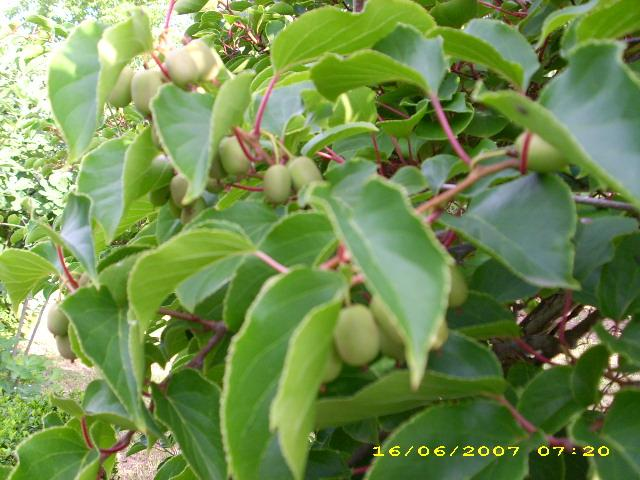
Weiki termése

A weiki a mogyorónál nagyobb, a kivihez hasonló ízű, de annál sokkal kisebb fürtökben csüngő gyümölcseinek külső nagyon vékony héja, sárgászöld, a napos oldalán élénkpirossal bemosott, vagy barnás színezetű. Nem molyhos, ezért hámozatlanul fogyasztható, és feldolgozható. A weiki augusztus végén, szeptember elején érik, hidegebb, esősebb nyarakat követően érési ideje elhúzódik, és nem egyszerre, hanem csak válogatva szedhető. Beérését abból állapíthatjuk meg, hogy a sárgászöld héj kissé megbarnul és a gyümölcs megpuhul.
Elnevezése Magyarországon nem egységes, a kertészeti szaklapok weikinek, de másutt mini-kivinek, kínaiegresnek, vagy bajorkivinek mondják.
Az Actinidia arguta kétlaki növény. Egy fajtája, az önporzós kopaszkiviként ismert (Actinidia arguta 'Issai') öntermékeny, azaz megtermékenyítéséhez nincs szükség külön porzóra, már egy tő is terem.
Gyors növekedésű kúszónövény. Kedveli a napos, szélvédett, inkább savanyú talajú helyeket, a bőséges öntözést, de a pangó vizet nem szereti. Illatos, zöldesfehér színű virágai májusban–júniusban nyílnak. Termést általában csak második virágzása után hoz augusztus végén, szeptember elején. Gyümölcse hosszúkás alakú, zöld színű, édes, aromás ízű. Héja nem molyhos, és sokkal vékonyabb, mint a hagyományos kivié, így hámozatlanul fogyasztható. Jól tűri a hideget, -25 °C-ig fagyálló.

## Értékei
10 g fehérjét, 6 g zsírt, 113 g szénhidrátot, 8 g szerves sót, 8 g rostot tartalmaz kilogrammonként.

## Felhasználása
Friss fogyasztásra, szörp, illetve gyümölcsbor készítésére is alkalmas.